# Francesca Colavita
Francesca Colavita (* 1990 in Campobasso) ist eine italienische Biologin. Sie ist Spezialistin für Mikrobiologie und Virologie und Mitglied einer Arbeitsgruppe im virologischen Labor des Istituto nazionale per le malattie infettive Lazzaro Spallanzani (Nationalinstitut für Infektionskrankheiten) in Rom. Im Februar 2020 gelang es ihr zusammen mit Concetta Castilletti und Maria Rosaria Capobianchi das Virus SARS-CoV-2, den Erreger der Lungenkrankheit COVID-19, zu isolieren. Eine teilweise Sequenzierung des Genoms von 2019-nCoV/Italy-INMI1 wurde auf der Datenbank GenBank veröffentlicht.

## Karriere und Wirken als Forscherin
Francesca Colavita schloss ihr Studium der Biologie 2013 von der Universität La Sapienza in Rom ab. 2017 erlangte sie ein Spezialdiplom in Mikrobiologie und Virologie an der Sapienza. Sie arbeitete in Afrika, insbesondere in Liberia und Sierra Leone, an der Eindämmung der Ebola-Epidemie.
Von April 2013 bis März 2014 forschte sie als Praktikantin zunächst am Institut für Infektionskrankheiten und Öffentliche Gesundheit an der Sapienza im Bereich molekulare Virologie mit Schwerpunkt Epstein-Barr-Virus und von April 2014 bis August 2014 am Lazzaro Spallanzani zur serologischen Diagnose neu auftretender Krankheitserreger. Seit September 2014 ist sie am Lazzaro Spallanzani tätig, zunächst innerhalb des Projekts "Neu auftretende Krankheitserreger: diagnostische und pathogenetische Aspekte". Von September 2014 bis Oktober 2014 war sie als Beraterin für die Weltgesundheitsorganisation (WHO) in Liberia im Rahmen des europäischen Projekts EMLab für die Einrichtung mobiler Laboratorien zur Diagnose von Hochrisikopathogenen in Westafrika während des Ebola-Virusausbruchs tätig. Außerdem war sie Mitglied des ersten Teams, das am Aufbau des Feldlabors im Ebola Treatment Center (ETC) von Ärzte ohne Grenzen  in Foya, Liberia, beteiligt war. Von Dezember 2014 bis Januar 2015 wurde sie im Auftrag des italienischen Ministeriums für auswärtige Angelegenheiten und internationale Zusammenarbeit als Expertin nach Sierra Leone entsandt, wo sie im Rahmen des Projekts „Notfallinitiative zugunsten der Opfer des Ebola-Virus in Sierra Leone“  Mitglied des ersten Teams war, das an der Einrichtung des Labors am ETC in Goderich, Freetown, Sierra Leone, arbeitete. Dort war sie erneut von April 2015 bis Juni 2015 im molekulardiagnostischen Labor tätig, wo sie auch lokales Personal am Arbeitsplatz schulte.
Dank eines Stipendiums konnte sie im September 2015 an einem Austauschprogramm am Centre for Biological Evaluation and Research (CBER) der FDA teilnehmen, das der Schulung und Optimierung neuer serologischer ELISA- und Serumneutralisierungsmethoden zur Bewertung von Gesamt- und neutralisierenden Antikörpern gegen das Ebola-Virus (BSL-2-Partikelvirus-ELISA und Fluoreszenzreduktions-Neutralisationstests) diente. Diese wurden im Labor unter der Leitung von Gerardo Kaplan bei der FDA im Rahmen des Forschungsprojekts „Field validation of BSL-2 assays to diagnosis total and neutralizing anti-Ebola antibodies in West Africa“ entwickelt. Im Rahmen dieses FDA-Projektes sowie der europäischen Projekte EbolaMoDRAD, Horizon 2020 und EVIDENT hielt sie sich zwischen April 2016 und März 2017 mehrfach für einige Wochen bzw. Monate in Sierra Leone auf, um in Zusammenarbeit mit der italienischen NGO Emergency das vom Gesundheitsministerium von Sierra Leone organisierte Überwachungsprogramm für die Ebola-Virus-Krankheit diagnostisch zu unterstützen, Methoden zu entwickeln und zu validieren und außerdem lokales Personal zu schulen.
Außer zu Ebola forschte Colavita auch zu anderen Viren. Im Februar 2020 gelang es ihr, zusammen im Team mit Maria Rosaria Capobianchi und Concetta Castilletti, das Virus SARS-CoV-2, den Erreger der Lungenkrankheit COVID-19, in weniger als 48 Stunden erfolgreich zu isolieren, was einen wichtigen Schritt in der Erforschung und Bekämpfung des Virus darstellt. Eine teilweise Sequenzierung des Genoms von 2019-nCoV/Italy-INMI1 wurde auf der Datenbank GenBank veröffentlicht.

## Publikationen (Auswahl)
- Profil von Francesca Colavita am Istituto nazionale per le malattie infettive „L. Spallanzani“, bei: Researchgate